# مارتین نواک
مارتین نواک (انگلیسی: Martin Nowak؛ زادهٔ april ۷, ۱۹۶۵ (۵۹ سال)) دانشمند در زمینه زیست‌شناسی ریاضی و نظری در دانشگاه هاروارد اهل ایالات متحده آمریکا است.